# 德隆镇
德隆乡，是中华人民共和国重庆市南川区下辖的一个乡镇级行政单位。

## 行政区划
德隆乡下辖以下地区：
洪湖村、陶坪村、马安村、隆兴村、银杏村和茶树村。